# Symphony (álbum de Sarah Brightman)
Symphony (en español: 'Sinfonía') es el séptimo álbum de estudio de la cantante soprano Sarah Brightman, lanzado en 2008. A diferencia de su álbum anterior Harem, Symphony presenta estilos de rock gótico en lugar de ritmos orientales.
El sencillo «Running» fue elegido por la IAAF como tema principal del campeonato mundial de atletismo celebrado en Osaka (Japón) en 2007. Un cover de la canción «Where the Lost Ones Go» de la cantante Sissel, fue interpretado por Brightman a dúo con el vocalista de Kiss, Paul Stanley. Una versión co-interpretada con Chris Thompson de esta última fue utilizada como tema central de la película de Pokémon, The Rise of Darkrai. El último sencillo del álbum, «Pasión», es un dueto con el contra-tenor Fernando Lima y resultó ser el tema de apertura de la telenovela mexicana del mismo nombre. 
La sinfónica de Londres y la cantante Amelia Brightman también intervinieron en el álbum.

## Lista de canciones
1. "Gothica" (Carsten Heusmann, Frank Peterson) – 1:20
2. "Fleurs du Mal" (Sarah Brightman, M. Himmelsbach, K. Hirschburger, Matthias Meissner, Peterson, Thomas Schwarz) – 4:10
3. "Symphony" (G.Black, Brightman, Stefanie Kloß, Andreas Nowak, Johannes Stolle, Thomas Stolle) – 4:47
4. "Canto Della Terra" (con Andrea Bocelli) (Francesco Sartori, Lucio Quarantotto) – 3:59
5. "Sanvean" (Andrew Claxton, Lisa Gerrard) – 3:50
6. "I Will Be with You" (con Paul Stanley) (Espen Lind, Magnus Rostandmo, Amund Bjorklund) – 4:31
7. "Schwere Träume" (Brightman, Hirschburger, Peterson, Michael Soltau) – 3:22
8. "Sarai Qui" (con Alessandro Safina) (Diane Warren, Michelangelo LaBionda) – 3:56
9. "Storia D'Amore" (Brightman, P. Cordel, LaBionda) – 4:03
10. "Let It Rain" (Heusmann, Hirschburger, Peterson) – 4:17
11. "Attesa" (C. Ferrau, P. Mascagni) – 4:26
12. "Pasión" (con Fernando Lima) (Avendaño Lührs Jorge) – 5:14
13. "Running" (Brightman, Hirschburger, Peterson) – 6:09

### Canciones adicionales
- La canción "Sarahbande" (edición europea) había sido publicada en la edición japonesa de Harem.
- La canción "Forbidden Colours" (edición japonesa) había sido publicada en The Harem Tour CD.
- Una versión nueva de "Fleurs du Mal" está disponible como pista oculta en las ediciones de Symphony de Norteamérica, Japón y Polonia.

## Álbum en vivo
El 16 de enero de 2008, fue grabado un concierto especial de PBS en la catedral de San Esteban en Viena. Este concierto se estrenó el 4 de febrero de 2008 a través de PBS en todo el mundo y se lanzó en formato CD y DVD a finales de septiembre del mismo año. En esta última versión está disponible la canción inédita "Vide Cor Meum".

## Listas y posicionamientos
Symphony fue lanzado por primera vez en los países de México, Estados Unidos, Canadá y parte de Asia. Este se convirtió en uno de los álbumes más exitosos de Sarah Brightman, pues ocupó las primeras posiciones en las listas musicales del mundo, recibió excelentes comentarios por parte de la crítica y logró debutar en el puesto #13 en el Billboard 200 (la mayor posición que un álbum de Brightman haya ocupado en su primera semana). El álbum también ocupó la primera posición en algunas listas de Billboard como en "Top Albums Classical Crossover", "Top Classical Overall Albums" y "Top Internet Albums", Symphony vendió 31.463 copias en la primera semana de ventas según Nielsen Soundscan. Cabe destacar que después de la participación de Brightman en las Olimpiadas de Beijing 2008, Symphony volvió a alcanzar su posición del puesto #13 en el Billboard 200 chart, habiendo pasado 7 meses desde su lanzamiento inicial. Ha vendido más de 700.000 copias mundialmente.